# Viktor Schreckengost
Viktor Schreckengost (* 26. Juni 1906 in Sebring, Ohio; † 26. Januar 2008 in Tallahassee, Florida) war ein US-amerikanischer Industriedesigner.
Viktor Schreckengost unterrichtete mehr als 50 Jahre am Cleveland Institute of Art. 2006 wurde ihm die National Medal of Arts verliehen.